# Consejo de regencia de Otón I de Grecia
El consejo de regencia de Otón I (conocido en griego moderno como: αντιβασιλεία; y en alemán: regentschaft), conocido de manera despectiva como «bavarocracia» y «xenocracia» (gobierno bávaro y gobierno extranjero, respectivamente), gobernó el Reino de Grecia durante la minoría de edad del soberano. Este fue creado por su padre, el rey Luis I de Baviera, y originalmente estuvo conformado por Josef Ludwig de Armansperg, Georg Ludwig de Maurer y Carl Wilhem de Heideck. Durante su primer periodo, el reino sufrió grandes reformas administrativas, como el establecimiento de la iglesia autocéfala de Grecia.
Su autoritarismo y, en especial, su desconfianza hacia los partidos políticos locales, particularmente hacia el ruso (ligado al gobierno de Ioannis Capodistria, y que se opuso a las reformas eclesiásticas), erosionó rápidamente su popularidad. Inclusive, las intrigas del consejo mismo (pues Armansperg —presidente del consejo— se vio enfrentado a los otros dos regentes, quienes se alinearon con el partido francés bajo el mando de Ioannis Kolettis) ayudaron a generar desconfianza entre el pueblo.
En 1834, los miembros del consejo ordenaron el arresto y simulacro de juicio de Theodoros Kolokotronis —héroe de la guerra de independencia y líder de facto del partido ruso. Esto reunió a la oposición contra estos, y provocó un gran levantamiento en la península de Mani. Además, socavó en gran manera el prestigio de Maurer y Heideck frente a Armansperg. En julio, Egid de Kobell reemplazó al primero. Finalmente, en 1835, al alcanzar Otón la mayoría de edad, se disolvió el consejo. No obstante, Armansperg permaneció en el cargo de primer ministro.

## Antecedentes

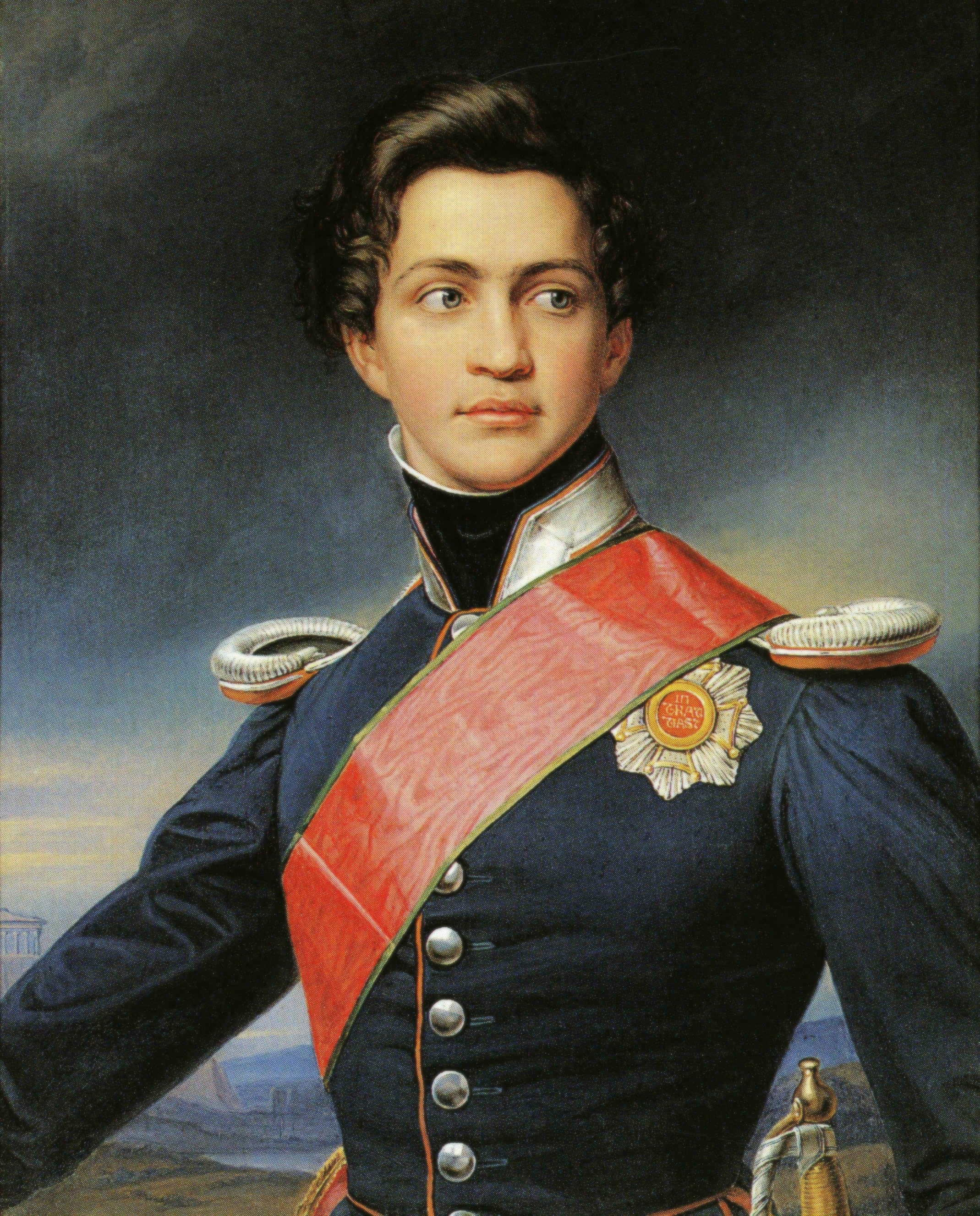
Retrato del príncipe Otón de Baviera, Rey de Grecia (1833).

La conferencia de Londres entre el Reino Unido, el Reino de Francia y el imperio ruso en mayo de 1832, declaró al Reino de Grecia como una nación independiente bajo garantía de estas tres «potencias protectoras». Así pues, se eligió a Otón de Wittelsbach —segundo hijo varón del rey Luis I de Baviera— para dirigir al reino. No obstante, este era menor de edad, y fue por ello que se autorizó a su padre para conformar un consejo de regencia.

## Primer consejo de regencia

### Creación
El consejo de regencia fue creado, en base a lo establecido en la conferencia de Londres, por el rey Luis I de Baviera como órgano colegiado el 23 de julio (11, según el calendario juliano, vigente en esa época) de 1832. A pesar de que una de los miembros debía asumir el liderazgo, todas las decisiones debían tomarse mediante votación, y solo serían válidas con la autorización de todas la partes. El 5 de octubre (23 de septiembre según el calendario juliano), se nombró a los tres regentes: Josef Ludwig de Armansperg, como presidente; Georg Ludwig de Maurer —profesor en derecho—, como responsable de la justicia, educación y asuntos religiosos; y, por último, Carl Wilhem de Heideck, como responsable de los asuntos militares y navales. Del mismo modo, Karl de Abel fue nombrado secretario y suplente en los asuntos administrativos internos y externos, y Johann Baptist Greiner como mediador entre la regencia y los ministerios, con un papel esencial en la supervisión de asuntos financieros.
Los miembros fueron elegidos por motivos prácticos y políticos. El conde de Armansperg era un estadista experimentado que ya había estado al servicio del rey bávaro, sin embargo este lo había despedido por haber apoyado la revolución de julio en Francia (lo que «significaba que tenía tendencia liberal», y que a su vez le valió el apoyo francés y británico).